# UnSea
unSea（アンシー）は、2023年に元まなみのりさの”まなみ”と”みのり”が主導となって立ち上げた女性アイドルグループ。結成当初のメンバーは、元まなみのりさのまなみ・みのりと、透明写真のRIN・YUA・MIO、沖縄出身のダンスボーカルグループBLUE BLUE BLUEのHana・Aoi・Mionの8人。2023年12月16日に透明写真の3人が、2024年7月31日にはBLUE BLUE BLUEの3人がunSeaとしての活動を終了。2024年10月6日に元Beauty Box, 元原宿駅前パーティーズのりなが加入して3人体制となっている。unSeaのユニット名は、深い海（under the sea）の暗闇から、地上に浮上していくというコンセプトのもと名付けられた。

## メンバー
| 名前   | 生年月日（年齢）      | 出身地 | 血液型 | 担当魚     | メンバーカラー     | 備考                                                                      |
| ------ | --------------------- | ------ | ------ | ---------- | ------------------ | ------------------------------------------------------------------------- |
| まなみ | 1991年8月7日（34歳）  | 広島県 | AB型   | アジ       | マンダリンオレンジ | 元まなみのりさ                                                            |
| みのり | 1990年12月2日（34歳） | 山口県 | AB型   | チンアナゴ | ブルー             | 元まなみのりさ                                                            |
| りな   | 1998年10月4日（26歳） | 茨城県 | B型    | クラゲ     | ロータスピンク     | 2024年10月6日お披露目 元NEXT GENERATION、原宿駅前パーティーズ、Beauty Box |

| 名前 | 生年月日（年齢）      | 出身地 | 血液型 | 担当魚   | 備考           |
| ---- | --------------------- | ------ | ------ | -------- | -------------- |
| RIN  | 2月25日               |        |        | -        | 透明写真       |
| YUA  | 10月28日              |        |        | -        | 透明写真       |
| MIO  | 8月21日               |        |        | -        | 透明写真       |
| Hana | 2005年3月7日（20歳）  | 沖縄県 |        | カツオ   | BLUE BLUE BLUE |
| Aoi  | 2003年7月25日（22歳） | 沖縄県 |        | マンボウ | BLUE BLUE BLUE |
| Mion | 2004年5月24日（21歳） | 沖縄県 |        | マグロ   | BLUE BLUE BLUE |

## プロフィール略歴
2023年
- 6月16日、結成。[4]
- 7月17日、デビューライブ『Under the sea』をShibuya WWW X にて開催[5]。
- 12月1日、透明写真の３人が、「当初より期間限定での参加であったこと、また自身の活動に専念するため」2ndワンマンライブを以てunSeaを卒業することを発表。[6]
- 12月16日、2nd ワンマンライブ『Under the sea2』を原宿RUIDOにて開催。[7]透明写真の３人がunSeaとしての活動を終了。

2024年
- 1月21日〜3月3日、全国8ヶ所・14公演行われた「GIG TAKAHASHI 3 ~tour 2024[8]」に全公演出演。
- 4月5日、3rd ワンマンライブ『Under the sea3』をharevutaiにて開催。[9]
- 7月15日、1周年記念ライブ『unSea 1st Anniversary ワンマンライブ 夏祭り-いままでとこれからと-』を渋谷duo MUSIC EXCHANGEにて開催。
- 7月25日、自身の活動に専念するため、BLUE BLUE BLUEの3人が7月31日を持ってunSeaとしての活動を終了することを発表。[10]

2025年
- 7月27日、9月に開催されるクロちゃん主催の大型フェス「クロフェス2025 6年目！クロフェスと結婚するしん！」にて広島県代表として初選出が発表[11]。

## 作品
| ＃ | リリース日 | タイトル      | 収録曲 | 備考       |
| -- | ---------- | ------------- | --- | ---------- |
| 1  | 2024/2/28  | Under the sea | 1. Magic hour(unmastering) 2. ハイ sign(unmastering) 3. Rainy girl(unmastering)                                             | 配信       |
| 2  | 2024/3/27  | sea-through   | 1. 詩空〜しずく〜 2. シースルー 3. The Oneder World 4. それは僕を成さない 5. グレーに溺れて 6. 恋ハリ 7. 願い 8. この世界で | 配信       |
| 3  | 2024/5/29  | aquArium      | 1. シースルー 2. The Oneder World 3. それは僕を成さない 4. ハイ sign 5. Magic Hour                                          | EPアルバム |

## 出演

### イベント
2023年
- unSea デビューライブ 1部 「Rehearsal the sea」（7月17日)
- unSea デビューライブ 2部 「Under the sea」（7月17日)
- パワースポット結びvol.11（8月18日)
- MZ FES ～すきぴ💛夏祭り～（8月27日)
- 無料単独ライブ「アンシーだけに、安心してください、無料なので。」（8月29日)
- H.I.P.Presents GIG TAKAHASHI 3（9月2日)
- C;ON presents Road to Zepp Shinjuku "C;ON's Love Call" 1部（9月9日)
- C;ON presents Road to Zepp Shinjuku "C;ON's Love Call" 2部（9月9日)
- rock field ULTRA LIVE SEPTEMBER GIRLS（9月10日)
- 無料単独ライブ「アンシーだけに、安心してください、無料なので。」1部（9月16日)
- 無料単独ライブ「アンシーだけに、安心してください、無料なので。」2部（9月16日)
- アソビタリナイ（9月19日)
- 『ICFG〜偶像文化推し娘２』(IDOL Culture Favorite GIRL２) （9月20日)
- Selfish Fes（9月22日)
- ハピコレ!!vol.470~Special 4Man Live!!（10月6日)
- 「MUSIC BAR MIRAI亭」Presents. MIRAI系アイドルSPライブ 2nd Season #07 (day)（10月7日)
- 「MUSIC BAR MIRAI亭」Presents. MIRAI系アイドルSPライブ 2nd Season #07 (night)（10月7日)
- EDOCCO祭りvol.20（10月22日)
- ネオアキバライブEXPO（10月22日)
- Hau.× LODGE presents 「COLORFUL PLAN 〜Halloween Party!!〜」（10月31日)
- unSea presents Oneder World vol.1（11月2日)
- H.I.P.Presents GIG TAKAHASHI 3（11月3日)
- unSea presents Oneder World vol.2（11月14日)
- unSea無料LIVE（11月25日)
- Killer Tune SHIBUYA 2023 Vol.41（11月26日)
- IDOL LIVE JAPAN×明治学院大学ハロプロ研究会🏆つながるメガハロアワード🏆～勝手にリクエストしちゃいました！凸フェス2023～（12月2日) ※みのり舞台出演により欠席
- unSea 2nd one-man live 『Under the sea2』（12月16日)

2024年
- Make Happy!! 〜New Year Party 2024〜（まなみ＆みのり）（1月7日）
- unSea presents Oneder World vol.3（1月14日）
- Make Happy!! 〜New Year Party 2024〜（まなみ＆みのり）（1月17日）
- GIG TAKAHASHI 3〜tour 2024〜 新宿（1月21日）
- unSea無料単独ライブ（1月21日）
- GIG TAKAHASHI 3〜tour 2024〜 仙台 1部（まなみ＆みのり）（1月28日）
- GIG TAKAHASHI 3〜tour 2024〜 仙台 2部（まなみ＆みのり）（1月28日）
- GIG TAKAHASHI 3〜tour 2024〜 大阪 1部（まなみ＆みのり）（2月3日）
- GIG TAKAHASHI 3〜tour 2024〜 大阪 2部（まなみ＆みのり）（2月3日）
- GIG TAKAHASHI 3〜tour 2024〜 福岡 1部（2月4日）
- GIG TAKAHASHI 3〜tour 2024〜 福岡 2部（2月4日）
- ハピコレ!!Extra（まなみ＆みのり）（2月6日）
- GIG TAKAHASHI 3〜tour 2024〜 柏 1部（2月10日）
- GIG TAKAHASHI 3〜tour 2024〜 柏 2部（2月10日）
- unSea無料ライブ（2月11日）
- 空と魚（まなみ＆みのり）（2月12日）
- YUM!-TUK! presents Yummy's Paradise #ヤミパラ vol.4（2月17日）
- GIG TAKAHASHI 3〜tour 2024〜 名古屋 1部（まなみ＆みのり）（2月18日）
- GIG TAKAHASHI 3〜tour 2024〜 名古屋 2部（まなみ＆みのり）（2月18日）
- unSea presents Oneder World vol.4（2月27日）
- GIG TAKAHASHI 3〜tour 2024〜 神田（3月2日）
- GIG TAKAHASHI 3〜tour 2024〜 青森 1部（まなみ＆みのり）（3月3日）
- GIG TAKAHASHI 3〜tour 2024〜 青森 2部（まなみ＆みのり）（3月3日）
- 路上ライブ 新宿（まなみ＆みのり）（3月9日）
- JUMP UP!!（まなみ＆みのり）（3月14日）
- 路上ライブ 池袋（まなみ＆みのり）（3月17日）
- Yokohama Wai Wai（3月24日）
- unSea presents Oneder World vol.5（3月25日）
- unSea presents Oneder World vol.6（3月30日）
- unSea無料ライブ（3月31日）
- 路上ライブ 中野（まなみ＆みのり）（4月1日）
- 路上ライブ 池袋（まなみ＆みのり＆Hana＆Aoi）（4月3日）
- unSea 3rd one-man live 『Under the sea3』（4月5日）
- アソビタリナイ（まなみ&みのり）（4月17日）
- ハピコレ!! vol.500 5DAYS SP!!（まなみ&みのり）（4月19日）
- マスカレイド・アイドルvol.8（4月27日）
- マグカル解放区 in 日本大通り（4月28日）
- 路上ライブ 川崎（4月28日）
- Show-Time!! vol.1（まなみ&みのり）（4月29日）
- アイドルギフト（5月2日）
- 2024ひろしまフラワーフェスティバル（5月3日）[14]
- 博多どんたくアイドル祭（5月4日）
- 博多どんたく港まつり（5月4日）
- 歌舞伎町UP GATE↑↑2024（5月6日）
- unSeaとの夏に向けた決起集会「0715duo満員大作戦〜ミニライブもあるよ〜」（5月12日）
- Make Happy!!（まなみ&みのり）（5月15日）
- OKINAWAまつり2024（5月18日・19日）[15]
- LIVEHOLIC presents. “革命ロジック2024“ supported by Skream! & 激ロック（5月19日）
- MONSTER PROJECT pre.  おばちフェス2024 〜デビュー13周年記念〜（まなみ&みのり）（5月21日）
- マグカル開放区×かながわMIRAIストリートコラボイベント（5月26日）
- unSea presents Oneder World vol.7（5月26日）
- 1st EP「aquArium」発売記念イベント（まなみ&みのり）（5月29日）
- 1st EP「aquArium」発売記念イベント 1部（まなみ＆みのり＆Hana＆Aoi）（6月1日）
- 1st EP「aquArium」発売記念イベント 2部（まなみ＆みのり＆Hana＆Aoi）（6月1日）
- 1st EP「aquArium」発売記念イベント 1部（6月2日）
- 1st EP「aquArium」発売記念イベント 2部（6月2日）
- prink presents『GREEN PEACE ~AYAE BirthDay!!~』（まなみ＆みのり＆Hana＆Aoi）（6月3日）
- YWW 〜Vol.2〜（まなみ＆みのり＆Hana＆Aoi）（6月6日）
- ラストランプpresents.『POP OUT!!vol.11』（6月7日）
- マスカレイド・アイドルvol.9（6月9日）
- TOKYO GIRLS GIRLS circuit!!（まなみ&みのり）（6月12日）
- 1st EP「aquArium」発売記念イベント 1部（まなみ&みのり）（6月15日）
- 1st EP「aquArium」発売記念イベント 2部（まなみ&みのり）（6月15日）
- 1st EP「aquArium」発売記念イベント（まなみ&みのり）（6月16日）
- TOKYO GIRLS CONNECTION（まなみ&みのり）（6月17日）
- JUMP UP!!（まなみ&みのり）（6月19日）
- UltraParkExtraPremium（6月22日）
- unSea無料ライブ（6月23日）
- 路上ライブ 池袋（まなみ＆みのり＆Hana＆Aoi）（6月24日）
- Untitled×Risky Melody×unSea SPECIAL 3MAM LIVE（まなみ&みのり）（6月26日）
- Beat Happening！帰り道に絶対観たくなるミュージック！（まなみ&みのり）（6月27日）
- GIRLS ACCORD vol.1（まなみ&みのり）（6月29日）
- ギュウ農フェス mini 夏到来前夜祭！2部（まなみ&みのり）（6月30日）
- あんた何か presents 何フェス 2024（まなみ&みのり）（7月2日）
- 路上ライブ 池袋（まなみ&みのり）（7月5日）
- 1st EP「aquArium」発売記念イベント 1部（まなみ&みのり）（7月6日）
- 1st EP「aquArium」発売記念イベント 2部（まなみ&みのり）（7月6日）
- アプガ（仮）ABC IDOL Vol.1（まなみ&みのり）（7月7日）
- LIVE STUDIO LODGE Anniversary event「Make Happy!!」（まなみ＆みのり＆Hana＆Aoi）（7月9日）
- 路上ライブ 池袋（まなみ＆みのり＆Hana＆Aoi）（7月10日）
- 「JAPAN IDOL SUPER LIVE 2024」@CLUB CITTA（まなみ＆みのり＆Hana＆Aoi）（7月11日）
- 1st EP「aquArium」発売記念イベント （7月13日）
- unSea 1周年記念ワンマンライブ ”夏祭り”（7月15日）
- TOKYO GIRLS CONNECTION（まなみ&みのり）（7月18日）
- #EnjoyWednesday!!（まなみ&みのり）（7月24日）
- テレビ朝日presents「六本木アイドルフェスティバル」（7月27日）
- JaccaPoP Presents KUJIRA vol.14（まなみ＆みのり＆Hana＆Aoi）（7月28日）
- YWW～Have a good one!!～（8月7日）
- Untitled SPECIAL 3MAN LIVE（8月14日）
- SHIRA-SHINKEN vol.27（8月24日）
- マスカレイド・アイドル vol.10（8月25日）
- Otani pre.[Music has no borders vol.91]（8月30日）
- ラストランプpresents.トラROCK FESTIVAL（8月31日）
- ABC IDOL（9月8日）
- IDOL SODA Stream!! （9月16日）
- Ange☆Rave安藤笑バースデーライブ2024 （9月23日）
- 清風明月 （9月23日）
- 千客万来 （9月25日）
- 2人体制ラスト単独ライブ ”ありがとう会” （9月30日）
- unSea 新体制お披露目プレデビューライブ「深海より深いところなんてあったんだ」（10月6日）
- 雨模様のソラリスpresents「Festival in the Rain」（10月12日）
- Make Happy!!（10月13日）
- Make Happy!!（10月18日）
- YWW～vol.4～（10月24日）

### 配信
- アイチャレ!!138（まなみ&みのり）（2024年6月20日）

### CM
- 個別指導Axis - CMソングとして「シースルー」が起用された。（2023年12月）

### 公式サイト
- unSea公式ウェブサイト

### X（旧Twitter）
- unSea【公式】 (@unSea_0616) - X
- まなみ「unSea」 (@mamiri_manami) - X
- みのり「unSea」 (@mamiri_minori) - X
- Hana「BLUE BLUE BLUE」 (@HanaBLUEBLUETER) - X
- Aoi「BLUE BLUE BLUE」 (@AoiBLUEBLUETER) - X
- Mion「BLUE BLUE BLUE」 (@MionBLUEBLUETER) - X

### Instagram
- unSea (@unsea_0616) - Instagram
- まなみ「unSea」 (@manasaaan87) - Instagram
- みのり「unSea」 (@minorin.1202) - Instagram
- BLUE BLUE BLUE MEMBERS (@blueblueblue_members) - Instagram

#### TikTok
- unSea_official(@unsea_official) - TikTok

### YouTube
- UnSea - YouTubeチャンネル